# José Antonio Nieto Ballesteros
José Antonio Nieto Ballesteros (Guadalcázar, Còrdova, 10 d'abril de 1970) és un polític espanyol del Partit Popular.
És llicenciat en Dret per la Universitat de Còrdova. Des de l'11 de juny de 2011, va ser l'alcalde de la ciutat de Còrdova, fins que el 13 de juny de 2015 va ser succeït per la socialista Isabel Ambrosio. Va ser diputat en les Corts Generals fins a la seva elecció com a Secretari d'Estat de Seguretat.

## Biografia
Entre 1991 i 1993 ocupa el càrrec de secretari provincial del Centre Democràtic i Social (CDS), partit pel qual es presenta a senador en les eleccions generals de 1993, sense èxit. Poc després passa al Partit Popular. Entre 1995 i 1999 és regidor en Guadalcázar, passant aquest any a ser regidor del Partit Popular a la ciutat de Còrdova. Està casat i té dos fills.
També ha estat coordinador electoral regional del PP andalús i sotssecretari general de Formació i Electoral del PP de Còrdova fins al mes de desembre de 2002 quan és designat número dos del partit a la província. A partir de les eleccions municipals de 2003, substitueix a Rafael Merino com a portaveu a l'Ajuntament de Còrdova. Al febrer de 2006, i després de la dimissió de María Jesús Botella, es fa càrrec de la presidència provincial del PÀG.
El 28 de juny de 2006 és elegit candidat a l'alcaldia de Còrdova pel Partit Popular. En les eleccions municipals de 2007 el seu partit és el més votat, obtenint el 43,96% i 14 regidors, però un pacte entre el PSOE i Esquerra Unida, amb 4 i 11 regidors respectivament, l'envia a l'oposició.
En 2008 és el cap de llista per Còrdova per a les eleccions autonòmiques de 2008 aconseguint un escó al Parlament andalús al març. Al novembre és reelegit president del Partit Popular de Còrdova durant el XIII Congrés Provincial del Partit Popular amb un 96% de vots a favor En les eleccions municipals de 2011 va guanyar l'alcaldia de Còrdova en guanyar el PP la majoria absoluta de l'ajuntament amb 79,493 vots (48,80%) i 16 regidors. Després de les eleccions municipals de 2015, el Partit Popular torna a ser la força més votada a la capital, però baixa de 15 a 11 regidors, i un tripartit d'esquerres entre PSOE, IU i Guanyem Còrdova li arrabassa l'alcaldia.
El 20 de desembre de 2015 encapçala la candidatura per Còrdova al Congrés dels Diputats en les Eleccions Generals de 2015, càrrec que revalida en la repetició electoral del 26 de juny de 2016, al costat del també ex-alcalde de Còrdova Rafael Merino López.
El 18 de novembre de 2016 és nomenat Secretari d'Estat de Seguretat al segon govern de Mariano Rajoy, sent número dos d'Interior i nomenat pel Ministre d'Interior Juan Ignacio Zoido i abandona el seu escó de diputat al Congrés, sent substituït per Isabel Cabezas. El 20 de juny de 2017 és reprovat pel Congrés dels Diputats a iniciativa del PSOE.
El 3 de juny de 2017 abandona el càrrec de president de PP de Còrdova després d'onze anys en el lloc i el succeeix Adolfo Molina.

## Cas Lezo
Al maig de 2017, durant la instrucció judicial de l'Operació Lezo, en el qual s'investiga una trama de corrupció política duta a terme en la gestió del Canal d'Isabel II a Madrid, es va fer públic que la Fiscalia Anticorrupció sospita que Nieto Ballesteros, com a Secretari d'Estat de Seguretat, va avisar a Ignacio González, expresident de la Comunitat de Madrid, que estava sent investigat en el marc d'aquesta operació. Per aquest motiu, va ser reprovat pel Congrés dels Diputats el 20 de juny de 2017.

## Càrrecs exercits
- Regidor de l'Ajuntament de Guadalcázar (1995-1999).
- Regidor de l'Ajuntament de Còrdova (Des de 1999).
- Portaveu del Grup Popular a l'Ajuntament de Còrdova (2004-2011).
- President del PP de Còrdova (Des de 2006).
- Diputat per Còrdova al Parlament d'Andalusia (2008-2014).
- Alcalde de Còrdova (2011-2015)
- Secretari d'Estat de Seguretat (2016-present)